# 江苏电视台新闻频道
江苏电视台新闻频道是江苏省广播电视总台的一个频道，以播出新闻资讯为主。该频道开播于2002年，原名公共频道，在开播初期，白天大部分时段播出由江苏省广播电视总台和浙江广播电视集团共同出资的好易购家庭购物栏目（2009年起改为为浙江电视台独自制作，江苏地区改为好享购物），晚间才播出自行制作的节目。2010年该频道原好享购物节目时段迁至好享购物频道播出，原有时段改播电视剧。此后频道进行了改版，现时，节目以新闻资讯为主，因而该频道又被称为公共（新闻）频道。2015年1月20日，该频道正式更名为公共·新闻频道，台标也同时改为江苏公共·新闻。2023年11月8日，该频道再次更名为新闻频道，台标也同时改为江苏新闻。

## 节目
现时频道播出的节目均由江苏省广播电视总台融媒体新闻中心制作。
- 江苏新时空（前身为1960年-1979年播出的《电视新闻》、1979年—1995年播出的《江苏新闻》、1995年—1997年播出的《江苏新闻联播》、1997年—1999年播出的《江苏卫视报道》、1999年—2001年播出的《江苏卫视新闻》、2001年—2002年播出的《JSBC新时空》，总台主时政新闻节目，在江苏卫视首播，该频道为复播，每天21:00复播）（注：在该频道复播的版本通常为完整版，如当日有政论片播出安排则改播10分钟删减版）
- 晚间新闻（该节目为《江苏新时空》的重播版本，只在江苏卫视独播）
- 新闻眼（前身为1990年-1997年播出的《省城新闻》、1997年-2000年播出的《石城快讯》、1994年-2003年播出的《星网传播》、2003年-2009年播出的《1860新闻眼》，在江苏卫视首播，该频道为复播，每周一至六21:30复播，如当日有政论片播出安排则暂停复播）
- 正午江苏（前身为《江苏午间新闻》、《午间特快》、《新闻表情》、《1230新闻时报》、《正午播报》、《1200公共新闻网》、《1200新闻空间站》，2023年3月5日开播，每天12:00江苏卫视与该频道并机播出）
- 时代问答（在江苏卫视首播，该频道为复播，每周日21:30重播，如当日有政论片播出安排则暂停复播）
- 领航新时代（在江苏卫视首播，该频道为复播，每周三14:30、每周六21:48复播）
- 零距离（前身为1990年-1997年播出的《省城新闻》、1997年-2000年播出的《石城快讯》、2000年-2001年播出的《都市传真》、2002年-2009年播出的《南京零距离》，在江苏城市频道首播，该频道为复播，每天8:00复播）
- 江苏体育新闻（前身为《江苏体育》，在体育休闲频道首播，该频道为复播）
- 江苏教育新闻（在江苏教育频道首播，该频道为复播）
- 新闻360（前身为2005年1月1日开播的《有一说一》，每天18:30）
- 新闻空间站（前身为《新闻》、《新闻时报》、《公共新闻网》，每天10:00、14:00、16:00）
- 评新而论（每天19:45）
- 早安江苏（前身为《江苏早新闻》、《新闻早餐》、《江海晨曲》、《JSTV早间新闻》、《新闻早报》，2007年-2017年曾与江苏城市频道同步播出，2017年之后改为该频道独播，每天7:00）
- 你好江苏（英语新闻节目，前身为《英语新闻》，在江苏国际频道首播，该频道为复播）
- 网罗天下（每天18:00）
- 法治在线（每周二至六20:00，隔周周二暂停播出）
- 政风热线（每周日、一20:00）
- 晚霞（每天10:15）
- 黄金时间（隔周周二20:00）
- 游遍江苏（每周四20:30，与江苏省文化和旅游厅联合制作）
- 德行天下（在江苏城市频道首播，该频道为复播）
- 江苏“时代楷模”发布厅
- 一追到底
- 江苏119

### 已停播
- 新@财经（前身为《江苏卫视财经》和《股市快语》，已并入《早安江苏》）
- 看头条
- 通天下（前身为1990年-1997年播出的《省城新闻》、1997年-2000年播出的《石城快讯》、1994-2003年播出的《星网传播》、2003年-2009年播出的《1860新闻眼》、2009年-2014年江苏城市频道播出的《新闻夜宴》，每天22:00）

## 主持人[2]
注：主持人名称的后缀为固定主持的节目
- 贺笑 ——《江苏新时空》
- 张晓北 ——《江苏新时空》、《法治在线》
- 李俊宇—— 《江苏新时空》、《通天下》
- 向杨 ——《江苏新时空》
- 金思辰 ——《新闻眼》、《评新而论》、《思辰有道》
- 王南 ——《通天下》、《政风热线》
- 杜荧  ——《新闻空间站》、《通天下》、《晚霞》
- 施世奇——《新@财经》
- 徐海燕——《早安江苏》、《新闻空间站》
- 田果馨 ——《新闻空间站》、《通天下》
- 王沛——《新闻360》
- 樊晶——《早安江苏》、《新闻空间站》
- 唐晓智——《新闻空间站》
- 徐文博——《你好江苏》
- 李凯——《网罗天下》、《早安江苏》
- 王柏文——《江苏新时空》、《新@财经》
- 吴浩然 ——《江苏新时空》、《通天下》、《早安江苏》
- 孙倩——《网罗天下》、《早安江苏》
- 李帅——《网罗天下》、《新闻360》、《早安江苏》
- 张慧鑫——《法治在线》、《政风热线》、《早安江苏》
- 胡馨尹——《新@财经》
- 张杨 ——《江苏新时空》、《新闻眼》、《新闻360》
- 李燕吉——《新闻空间站》、《新@财经》、《通天下》
- 文坤——《新闻空间站》、《新@财经》、《通天下》、《看头条》
- 赵丹军 ——《通天下》
- 黄津津——《网罗天下》